# 達洛尼加鎮區 (愛荷華州瓦佩洛縣)
達洛尼加鎮區（英語：Dahlonega Township）是位於美國愛荷華州瓦佩洛縣的一個行政鎮區。

## 地方資料
根據2010年美國人口普查的數據，達洛尼加鎮區的面積為39.69平方千米，當中陸地面積為39.67平方千米，而水域面積為0.02平方千米。當地共有人口677人，而人口密度為每平方千米17.06人。